# Ústavní soud Československé republiky
Ústavní soud Československé republiky byl ústavním soudem, který si pro kontrolu ústavnosti svých zákonů zřídila první československá republika. Sídlil v Praze. Spolu s rakouským ústavním soudem (Verfassungsgerichtshof) byly vůbec prvními samostatnými ústavními soudy na světě, na rozdíl od něj však jeho činnost nebyla nijak významná a stálá. Ustaven byl v roce 1921, první funkční období vypršelo o deset let později, ale další ustavující schůze se konala až 1938. O rok později fakticky zanikl a po válce již obnoven nebyl.
Jeho existence byla vyjádřena už v čl. II a III uvozovacího zákona k Ústavní listině z roku 1920, prováděcím zákonem byl zákon č. 162/1920 Sb. z. a n., o ústavním soudě. Sám soud pak na základě zákonného zmocnění přijal svůj jednací řád, který byl vyhlášen pod č. 255/1922 Sb. z. a n.

## Pravomoci a řízení
Ústavní soud, na rozdíl například od pozdějšího Ústavního soudu České republiky, rozhodoval pouze o tom, zda:
- zákony neodporují ústavnímu řádu,
- prozatímní opatření stálého výboru Národního shromáždění nemění ústavní zákony nebo nezákonně nemění příslušnost úřadů, ledaže jim jsou přiděleny nové úkoly.

Kromě toho měl kontrolovat ústavnost zákonů tzv. sněmu Podkarpatské Rusi. Tato kompetence se sice neuplatnila, neboť sněm Podkarpatské Rusi nebyl nikdy ustaven, šlo však o jeden z hlavních důvodů pro zřízení ústavního soudu vůbec. Československá republika na sebe totiž převzala tzv. malou St. Germainskou smlouvou mezinárodněprávní závazek, vtělený i do ústavy, garantovat Podkarpatské Rusi maximální autonomii, jež by byla ještě slučitelná s jednotností československého státu. Jedním z klíčových garantů jednotnosti státu se měl stát právě ústavní soud.
Byla mu tedy svěřena jen úzce vymezená abstraktní kontrola ústavnosti, konkrétní kontrola, jako je tomu např. u pozdějších individuálních ústavních stížností, spadala do pravomoci řádných soudů, zejména správních.
Těmto dvěma kompetencím odpovídala dvě řízení před ústavním soudem, řízení o přezkumu zákonů a řízení o přezkumu prozatímních opatření stálého výboru Národního shromáždění. Druhé musel soud zahájit i ex offo sám, první ale bylo možné zahájit jen na návrh a oprávněným navrhovatelem byla pouze poslanecká sněmovna, senát, sněm Podkarpatské Rusi, nejvyšší soud, nejvyšší správní soud nebo volební soud, přičemž soudy o podání návrhu rozhodovaly v plénu. Návrh tedy nemohl podat např. sám soudce, jestliže rozhodoval v určité věci, na druhou stranu nejvyšší soudy mohly navrhnout zrušení jakéhokoliv zákona, aniž by jej musely právě aplikovat. Důležitou okolností bylo také časové omezení návrhu na zahájení řízení, šlo jej podat jen do tří let ode dne vyhlášení zákona, pozdější návrhy musely být pro opožděnost odmítnuty. Tato omezení měla za následek, že za celou existenci ústavnímu soudu mu byly předloženy jen tři návrhy na zrušení zákona nebo jeho části, jeden od nejvyššího správního soudu a dva od nejvyššího soudu.
Došel-li ústavnímu soudu návrh na zahájení řízení, přikázal jej předseda soudu některému soudci jako referentovi a v neveřejném zasedání soud nejprve prostou většinou rozhodl, zda návrh spadá do jeho kompetence, zda jej podala oprávněná osoba a zda je včasný. Neodmítl-li ho z těchto důvodů, vyžádal si vyjádření vlády a obou komor Národního shromáždění a nařídil veřejné ústní líčení. Referent pak zpracoval koncept nálezu, o kterém se hlasovalo. Pro uznání, že ustanovení určitého zákona jsou v rozporu s ústavním řádem a jsou proto neplatná, bylo potřeba nejméně pěti hlasů. Takový nález pak předseda ústavního soudu doručil vládě, která jej uveřejnila ve Sbírce zákonů a nařízení, což mělo za následek, že ode dne uveřejnění (ex nunc) byl každý výrokem o neplatnosti vázán.
Stejná pravidla a stejné hlasovací kvórum platilo i v případě řízení o přezkumu prozatímních opatření stálého výboru Národního shromáždění. Pouze v neveřejném zasedání si soud předem vymezil případné pochybnosti a nevznesli-li účastníci další, zabýval se pouze těmito, přičemž neshledal-li je relevantními, vydal jen stručný nález o absenci jakýchkoli pochybností. Ústavní soud přitom nikdy nerozhodoval o způsobu přijetí přezkoumávaného právního předpisu, vždy zkoumal jen obsahovou stránku věci. Tento způsob přezkumu vycházel z doktríny, že ústavní soudnictví prolamuje princip suverenity zákonodárce a je proto namístě pravomoci ústavního soudu vykládat restriktivně.

## Soudci
Ústavní soud měl sedm soudců, po dvou volili v plénu ze svých řad nejvyšší soud a nejvyšší správní soud, zbylé tři, včetně předsedy, jmenoval prezident republiky. Neměl však v tomto směru žádné velké kompetence, protože jmenování podléhalo kontrasignaci ze strany vlády, a kromě toho po trojici kandidátů na tyto tři místa navrhovala poslanecká sněmovna a senát Národního shromáždění a sněm Podkarpatské Rusi (ten navíc nevznikl a jeho působnost zde převzala vláda). Každému ze soudců byl stejným způsobem jmenován jeden náhradník, a to pro případ, že by se soudce nemohl účastnit jednání, anebo by jeho mandát předčasně zanikl. Předseda skládal slib, „že bude přesně a nestranně zachovávati všechny zákony ústavní“, do rukou prezidenta republiky za přítomnosti vlády, ostatní soudci pak do jeho rukou na ustavující schůzi soudu, případně mimo ni. Místopředsedu si volil ústavní soud sám ze svých soudců, přičemž se respektovalo pravidlo, že jím bude reprezentant moci soudní, když předseda byl jmenován mocí výkonnou.
Soudcem ústavního soudu mohla být pouze osoba „práv znalá“ a volitelná do senátu, tzn. československý občan starší 45 let. Vzhledem k tomu, že ústavní soud nebyl nepřetržitě fungující institucí, zasedal pouze příležitostně, zůstávali soudci ústavního soudu v dosavadních funkcích, a protože inkompatibilita byla dána jen s funkcí poslance či senátora, mohli být např. i členy vlády. Pro soudce nejvyšších soudů se přesto dovodilo, že pokud přestanou být soudci daného soudu, přestávají být i soudci soudu ústavního.
Funkční období soudců bylo desetileté a bez ohledu na datum volby nebo jmenování začínalo ustavující schůzí. V důsledku toho se pak ústavní soud pravidelně neobměňoval a vytvořily se dva bloky funkčních období. První taková schůze proběhla 17. listopadu 1921 v kancelářích předsednictva vlády na Pražském hradě, poté soud díky svému předsedovi, pražskému primátorovi, provizorně zasedal na Staroměstské radnici, až nakonec své sídlo definitivně našel v prostorách ministerstva unifikací na Praze I v Dušní ulici čp. 17. Po celou dobu své existence ústavní soud také neměl vlastní administrativní aparát, vše ad hoc zajišťovalo předsednictvo vlády, jediní dva stálí pracovníci byli tajemník ústavního soudu a přednosta kanceláře.
| soudce                                                                                             | nominace              | náhradník                                                                              |
| -------------------------------------------------------------------------------------------------- | --------------------- | -------------------------------------------------------------------------------------- |
| JUDr. Karel Baxa (1921–1938, předseda)                                                             | senát                 | JUDr. Mořic Eckstein (1921–1938)                                                       |
| JUDr. Bedřich Bobek (1921–1925) František Novák (1927–1938)                                        | poslanecká sněmovna   | JUDr. Emanuel Löwy (1921–1938)                                                         |
| JUDr. Konstantin Petrovič Mačík (1922–1938)                                                        | vláda                 | Nikolaj Mašika (1921–1938)                                                             |
| JUDr. Antonín Bílý (1921–1924, místopředseda) JUDr. Antonín Latka (1924–1935)                      | nejvyšší soud         | JUDr. Antonín Latka (1921–1924) JUDr. Rudolf Procházka (1924–1938)                     |
| prof. JUDr. František Vážný (1921–1935, od 1924 místopředseda)                                     | nejvyšší soud         | JUDr. Ivan Jurecký (1921–1923) JUDr. Josef Růžička (1924–1926) Jan Bukáček (1926–1931) |
| JUDr. Josef Václav Bohuslav (1921–1927) JUDr. Václav Kindl (1928–1930) JUDr. Egon Zeis (1930–1936) | nejvyšší správní soud | Josef Čapek (1921–1928) JUDr. Egon Zeis (1928–1930) JUDr. Josef Tuček (1930–1938)      |
| JUDr. Václav Vlasák (1921–1932)                                                                    | nejvyšší správní soud | Bedřich Říha (1921–1923) Ivan Schulz (1924–1931) JUDr. Bedřich Brendler (1931–1935)    |

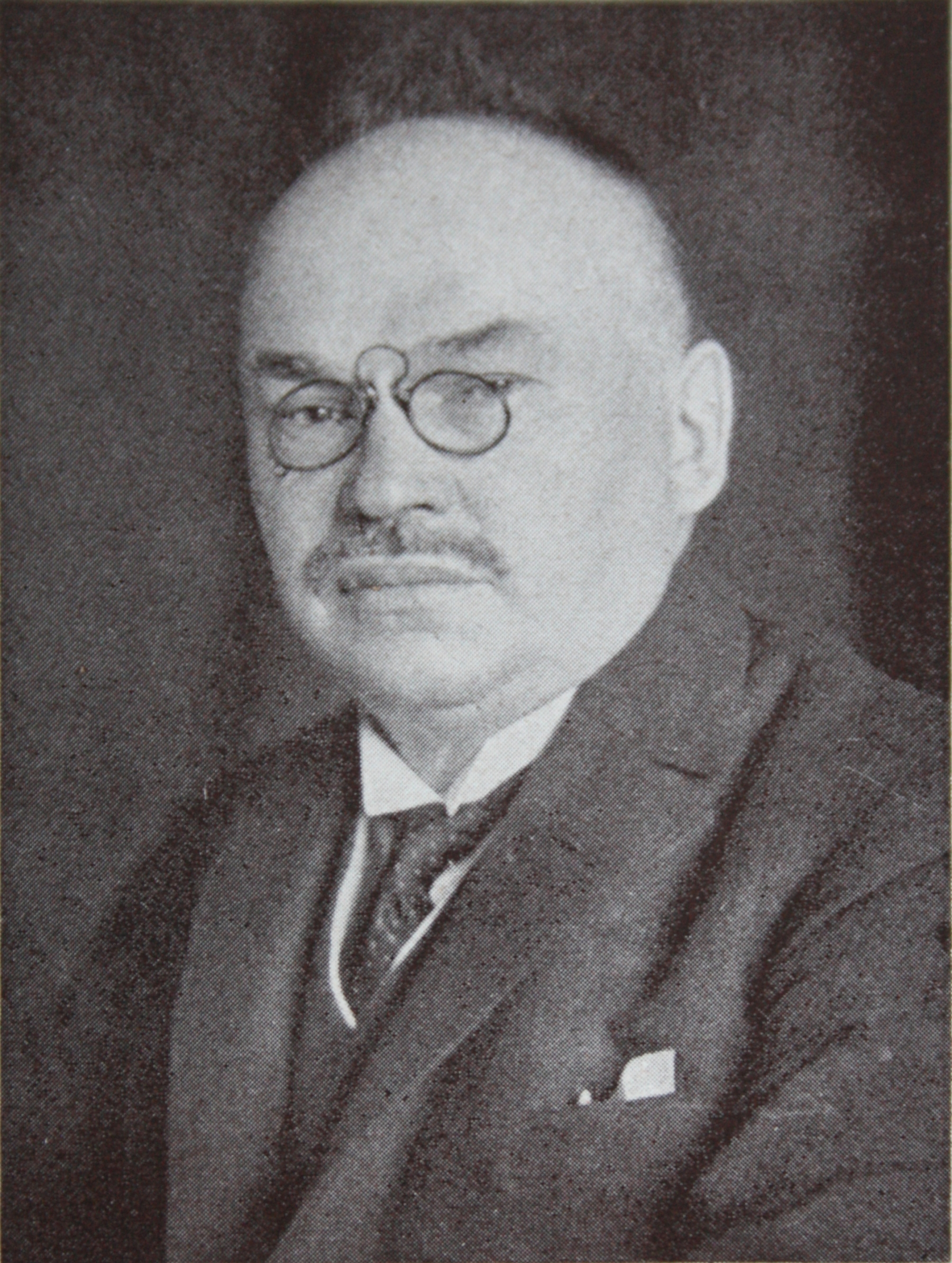
Karel Baxa, první předseda ústavního soudu

Soudci vyslaní nejvyšším soudem nebo nejvyšším správním soudem byli vždy soudní radové daného soudu. Předseda Karel Baxa byl advokát a primátor Prahy (jeho náhradník Mořic Eckstein byl také advokátem), Bedřich Bobek byl odborový přednosta na ministerstvu vnitra a František Novák odborový přednosta na státním pozemkovém úřadu a později na ministerstvu zemědělství (jejich náhradník Emanuel Lövy advokát). Konstantin Petrovič Mačík byl viceprezidentem vrchního soudu v Košicích (jeho náhradník Nikolaj Mašika náměstkem vrchního státního zástupce v Košicích) a reprezentoval Podkarpatskou Rus. Zajímavostí bylo, že původně byl nominován rusínský advokát Koloman Volenský, který byl i v roce 1921 prezidentem republiky jmenován, avšak pro potíže v komunikaci se správou Podkarpatské Rusi se až poté ukázalo, že v době jmenování byl už téměř rok po smrti. Tajemníkem ústavního soudu byl od začátku Jaroslav Krejčí, který se ve druhém funkčním období stal jeho předsedou, když kvůli průtahům znovujmenovaný Karel Baxa mezitím zemřel. Funkční období všech soudců uplynulo 17. listopadu 1931, poté se ale politická reprezentace po dlouhých sedm let nedokázala shodnout na sestavení nového ústavního soudu a stávající soudci proto v plénu zaujali názor, že zůstávají ve svých funkcích až do nové ustavující schůze. K té došlo až 10. května 1938.
| soudce                                                                      | nominace              | náhradník                                                   |
| --------------------------------------------------------------------------- | --------------------- | ----------------------------------------------------------- |
| JUDr. Jaroslav Krejčí (od 1938, předseda)                                   | senát                 | JUDr. Josef Pliml (od 1938)                                 |
| František Novák (od 1938)                                                   | poslanecká sněmovna   | JUDr. Josef Orglmeister (1938–1939)                         |
| JUDr. Ilja Hadžega (od 1938)                                                | vláda                 | Karel Loyka (od 1938)                                       |
| JUDr. Adolf Záturecký (1938–1939, místopředseda) František Břečka (od 1939) | nejvyšší soud         | JUDr. Theodor Nussbaum (1938–1939) Josef Čabrada (od 1939)  |
| JUDr. Rudolf Procházka (1938–1939) JUDr. Theodor Nussbaum (od 1939)         | nejvyšší soud         | JUDr. Maxmilian Pokorny (1938–1939) Antonín Boria (od 1939) |
| JUDr. Josef Tuček (od 1938, od 1939 místopředseda)                          | nejvyšší správní soud | JUDr. Vladimír Mrazík (od 1938)                             |
| JUDr. František Zikán (od 1938)                                             | nejvyšší správní soud | JUDr. Václav Dusil (od 1938)                                |

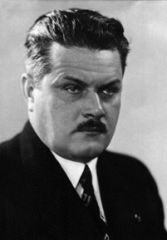
Jaroslav Krejčí, druhý předseda ústavního soudu

V pomnichovském období odešli němečtí náhradníci Orglmeister a Pokorny do říšské justice a Slovák Záturecký do slovenské. Ilja Hadžega, prezident krajského soudu v Užhorodě, nuceně zůstal na území okupovaném Maďarskem. Nicméně i po zřízení Protektorátu v polovině března 1939 ústavní soud ještě několik měsíců paradoxně působil a vydal několik rozhodnutí. Poté se provizorně přestěhoval do paláce Lucerna, neboť bylo zamýšleno jej spolu s předsednictvem protektorátní vlády umístit do Strakovy akademie. K tomu už ale nedošlo. Poslední plenární schůze se konala 16. května 1939, o rok později všichni soudci, stejně jako členové vlády a státní zaměstnanci, složili slib věrnosti Vůdci Velkoněmecké říše. Jako úplně poslední projev jeho činnosti lze chápat 31. březen 1941, kdy Jaroslav Krejčí, oficiálně stále předseda soudu, působící však už jen jako protektorátní ministr spravedlnosti, vyhověl žádosti přednosty kanceláře ústavního soudu Julia Holána, působícího v této funkci už od roku 1921, o zproštění funkce a odchodu do penze.

## Rozhodovací praxe
V prvním funkčním období ústavní soud přezkoumával pouze prozatímní opatření stálého výboru Národního shromáždění, do roku 1923 celkem devět opatření přijatých ještě před jeho ustavením a poté až v roce 1930 dalších devět přijatých na podzim 1929. U žádného nenašel pochybení, významnějším se stal pouze hned první přezkum opatření č. 450/1920 Sb. z. a n., o inkorporaci Vitorazska a Valčicka, kde se přes jeho soulad s ústavou nálezem ze dne 7. listopadu 1922 negativně vyjádřil k možnosti delegace zákonodárné moci na moc výkonnou. V mezidobí byl zcela neaktivní, soudci se scházeli jen jednou ročně na předvánoční plenární schůzi (tzv. „adventní“ ústavní soud).
Po druhé ustavující schůzi a po nástupu druhé republiky přezkoumal celkem 28 opatření stálého výboru, které všechny až na jeden schválil. V běhu však měl už také řízení o přezkumu zákonů a je paradoxem dějin, že právě v tomto relativně krátkém období ústavní soud vydal dva nálezy, ve kterých poprvé shledal nějaký právní předpis protiústavním a prohlásil jej neplatným. Šlo o nález z 23. května 1939 ve věci vyvlastňovacího opatření stálého výboru z listopadu 1938, které prohlásil částečně neplatným a v němž zopakoval svou doktrínu o nepřípustnosti delegace moci zákonodárné na moc výkonnou bez výslovného zmocnění ústavou, a nález z 28. června 1939 ve věci zákona o stíhání protistátní činnosti státních zaměstnanců z roku 1933, jenž na návrh nejvyššího soudu prohlásil částečně neplatným pro porušení ústavních záruk nezávislosti soudců. Naopak řízení o zmocňovacích zákonech z poloviny 30. let, jejichž zrušení navrhl nejvyšší soud i nejvyšší správní soud, už ústavní soud nedokončil. Ve spise se nicméně zachoval koncept nálezu, kterým se návrhy zamítaly, protože v mezidobí byl pod č. 330/1938 Sb. z. a n. vyhlášen tzv. velký zmocňovací zákon, a to ve formě ústavního zákona.
V té době ústavní soud fakticky zanikl a po válce nebyl obnoven, ačkoli de iure byl zrušen až ústavou z 9. května 1948, která v zájmu jednotného výkonu státní moci koncept ústavního soudnictví zcela opustila. Ústavní soud Československé socialistické republiky i ústavní soudy obou republik podle ústavního zákona z roku 1968 zůstaly jen na papíře a tak až od roku 1991 začal soudní kontrolu ústavnosti po dlouhých letech provádět Ústavní soud České a Slovenské Federativní Republiky.